# 三菱ふそう・エアロキング
エアロキング（Aero King ）は、かつて三菱自動車工業（現：三菱ふそうトラック・バス）が製造・販売していた2階建バスである。

## 概要
1983年の東京モーターショーで発表され、翌1984年から発売された。
開発には中央観光バス（現：ジパング）が参加し、特に第3軸目の構造についての技術指導が行われた。後に中央観光バスは1991年に同車を「ジパング・ルグラン」の名称で3台導入、その後中古導入ながら追加で2台を「ジパング・エトランゼ」の名称で導入した。
一定台数の生産が行われてきたが絶対的な需要は少ないため、1983年の登場以来根本的な改良は行われず、エンジンの排ガス規制対応以外での変化は少ない。
2階建てバスのユーザーは限られるが、導入事業者によって使用目的が大きく異なり、着席人数の多さに注目するか、2階建てや眺望による観光客集客を目指すかで目的や仕様が異なってくる。
1985年の発売当初は、2階建バスブームにより眺望の良さを生かした観光バスとしての需要が中心だったが、日本では道路運送車両法により車高が3.8m以内に抑えられているため、室内高を高くすることができず2階部分の居住性に難があり、1980年代末までに観光バスとしての需要は少なくなった。
1990年代に入ると規制緩和により高速道路でのワンマン運行が可能になったため、乗車定員を多く取れるメリットから夜行高速バスでの使用が中心となった。そのため、2008年発売の最終モデルでは、あらかじめ長距離路線バス用に特化したパッケージングとなっていた。
事業者によって異なるが、独立3列シートの場合、エアロクィーン（MS8系ハイウェイライナー）で乗客定員29人に対し、エアロキングでは2階席30人+1階席6～8人=36～38人まで確保できる。通常の2+2列では2階席52人+1階席14人=66人（はとバス購入車）、JRバスの青春ドリーム号仕様では2階席42人+1階席10人=52人となっていた。
特にJRバス（北海道・東北を除く）が高速路線用に大量導入していた。また、日野自動車と関係が深く同社の2階建て車両の導入実績があった近鉄バスも日野が生産終了した後に高速バス用に導入している。それらが経年後に中古車として売却されるケースも多く、売却後にオープントップバスに改造されて運用される車両もある。

## シリーズの変遷

### P-MU515TA
1984年発売開始。車体はエアロクィーンKと同じ新呉羽製で、エンジンはエアロクィーンWと同じ8DC9ターボ (380PS) を搭載。
なお、販売後期にあたる1986年、1987年は1台も販売されなかった。

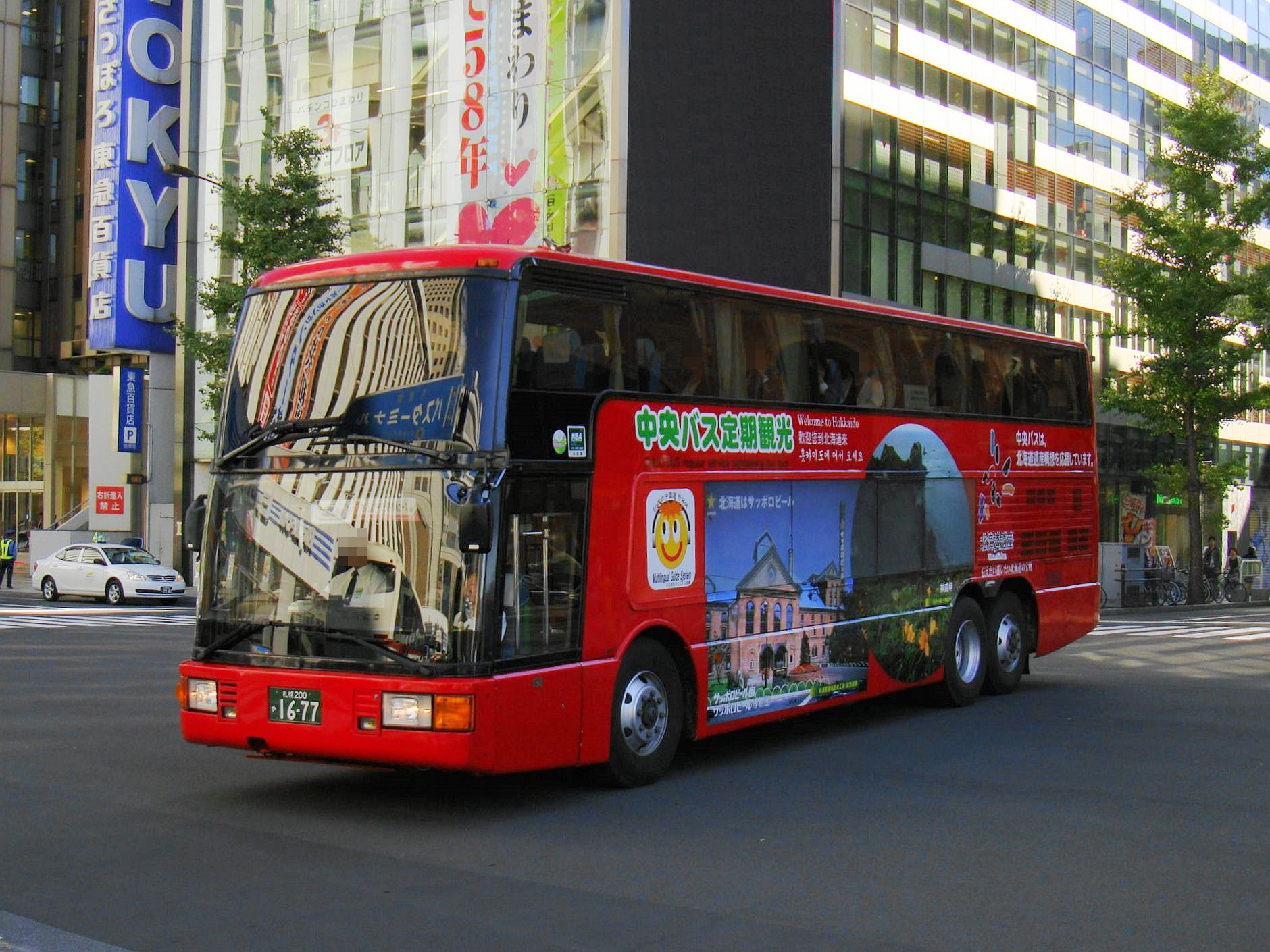
北海道中央バス

### U-MU525TA改
1990年、平成元年排出ガス規制適合に伴い改良、型式はエアロクィーンWと同じMU525TAだが改造扱いになった。前後のバンパー周りの形が変更されている。日本交通（大阪・鳥取）の車両はリアのテールランプがエアロクィーンMVと同様バンパーに移動している。京阪バスの車両は前後のバンパー周りの形がP-MU515TAと同じになっている。
なお、この型式は販売後期の1995年は1台も販売されなかった。
| リアのテールランプがバンパーに移動した例（日本交通の高速バス仕様車） |  | リアのテールランプがバンパーに移動した例（日本交通の高速バス仕様車） |
| リアのテールランプがバンパーに移動した例（日本交通の高速バス仕様車） |  |                                                                      |

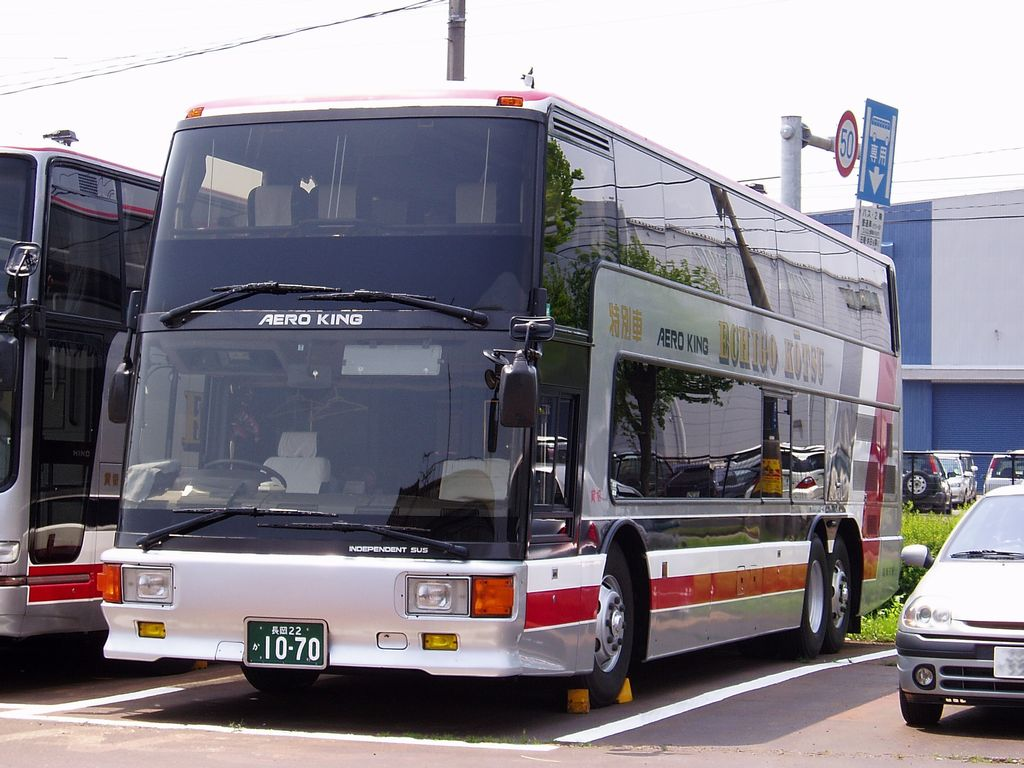
越後交通 貸切仕様車
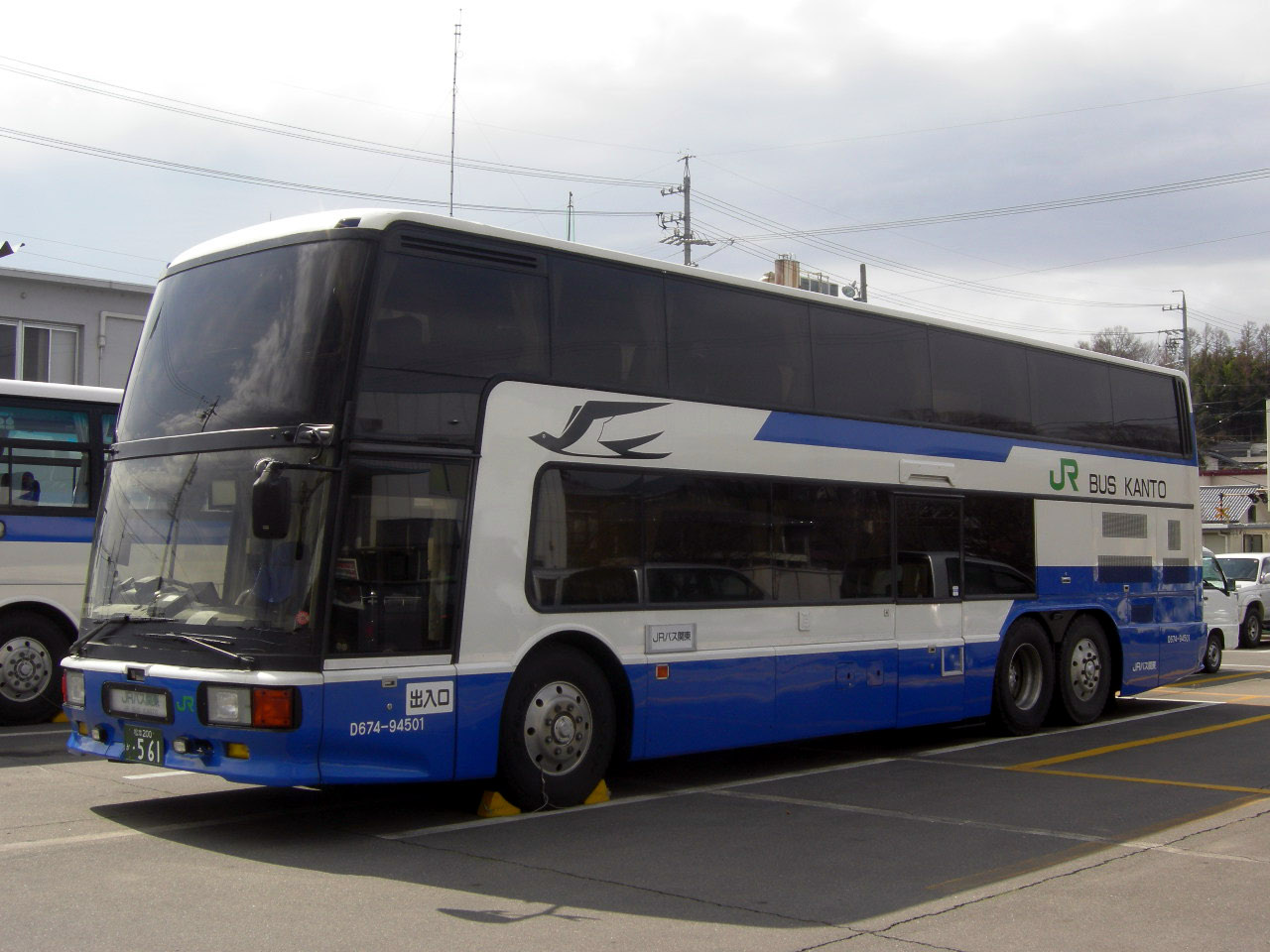
ジェイアールバス関東

| 前後のバンパー周りの形がP-MU515TAと同じ例（京阪バス U-MU525TA改（左） P-MU515TA（右）） |  | 前後のバンパー周りの形がP-MU515TAと同じ例（京阪バス U-MU525TA改（左） P-MU515TA（右）） |
| 前後のバンパー周りの形がP-MU515TAと同じ例（京阪バス U-MU525TA改（左） P-MU515TA（右）） |  |                                                                                         |

### KC-MU612TA
1995年、平成6年排出ガス規制に伴い改良。正式な型式を取得した。前面ヘッドライト周りのスタイル変更が行われ、KC-MS8系エアロバスに近い姿となっている。またエンジンをKC-MS8系エアロクィーンに搭載される8M21 (420PS) に変更。1997年には衝撃吸収式ステアリングを採用している。
なお、この型式は販売初期の1995年は1台も販売されなかった。

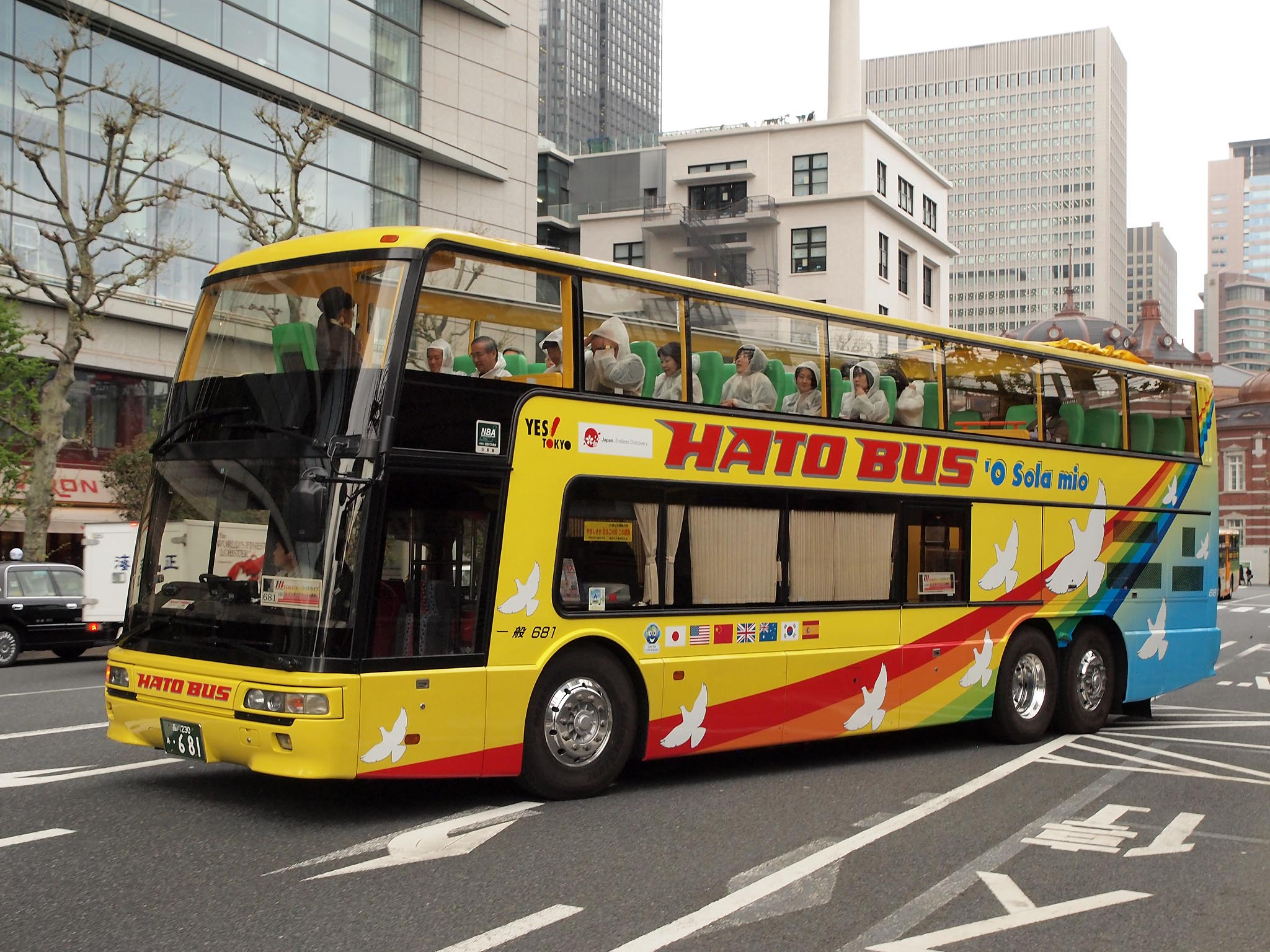
はとバスのオープントップ改造車「オー・ソラ・ミオ」

### MU612TX
2000年、平成11年排出ガス規制適合に伴い改良。この際、正式な型式を取得せず試作車扱いでの登録となっている。そのため排出ガス規制の識別記号 (KL-) は付かず、単にMU612TXとなっている。ステアリングも変更されたがエアバッグは装備されなかった。エンジンはKL-MS8系エアロクィーンと同じ8M21-3 (430PS) に変更。
構造上1階へはステップはなかったが、交通バリアフリー法対応のため、2001年製の車両から1階に車いすスペースを装備した。2005年、排出ガス規制およびそれに伴う新型エンジンの搭載が不可能となったため一時的に製造中止となった。

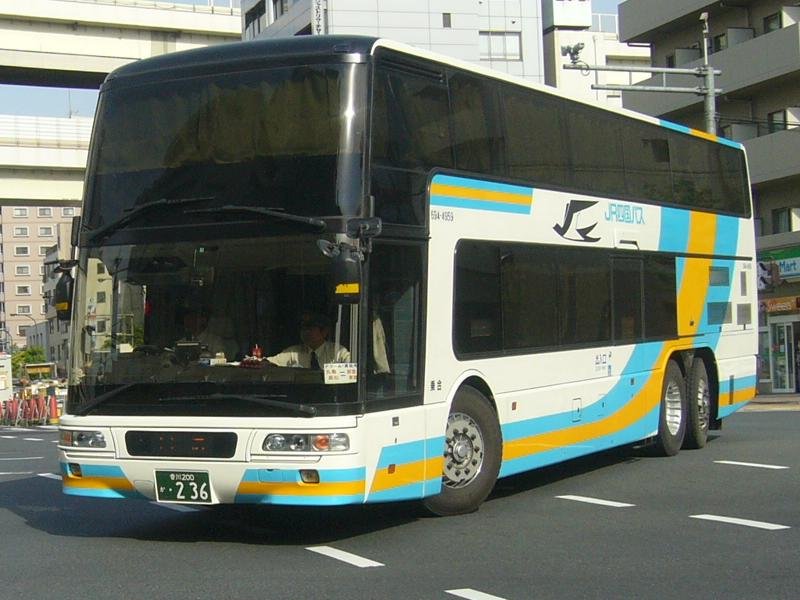
ジェイアール四国バス 全席3列シート仕様車
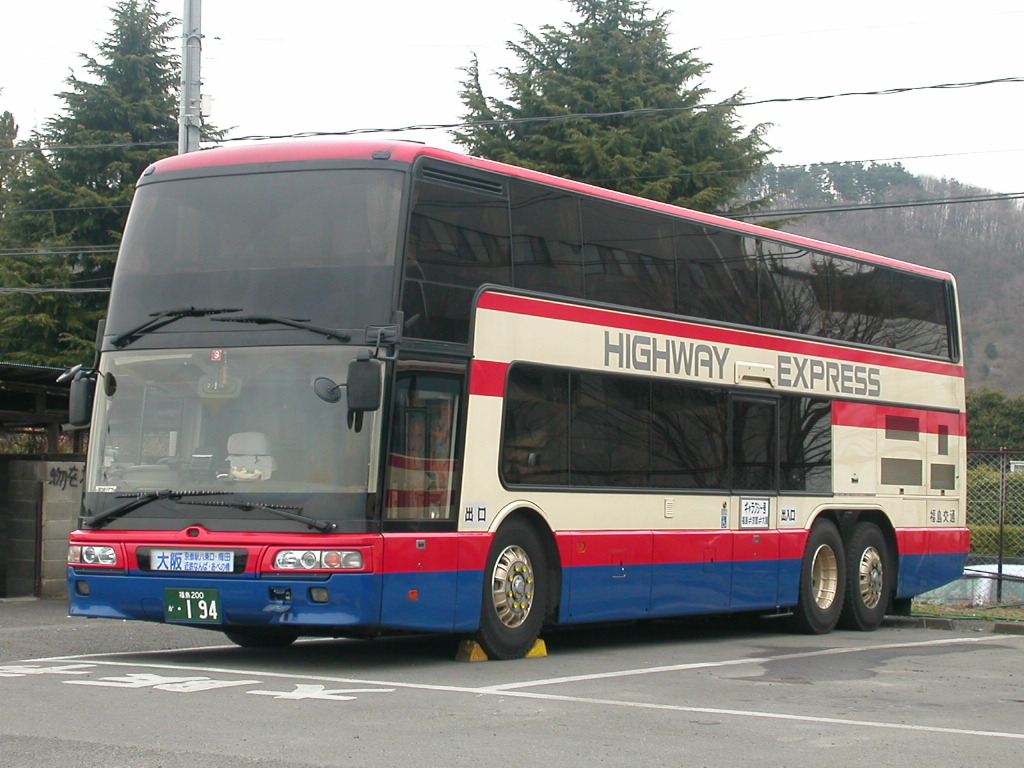
福島交通 全席3列シート仕様車
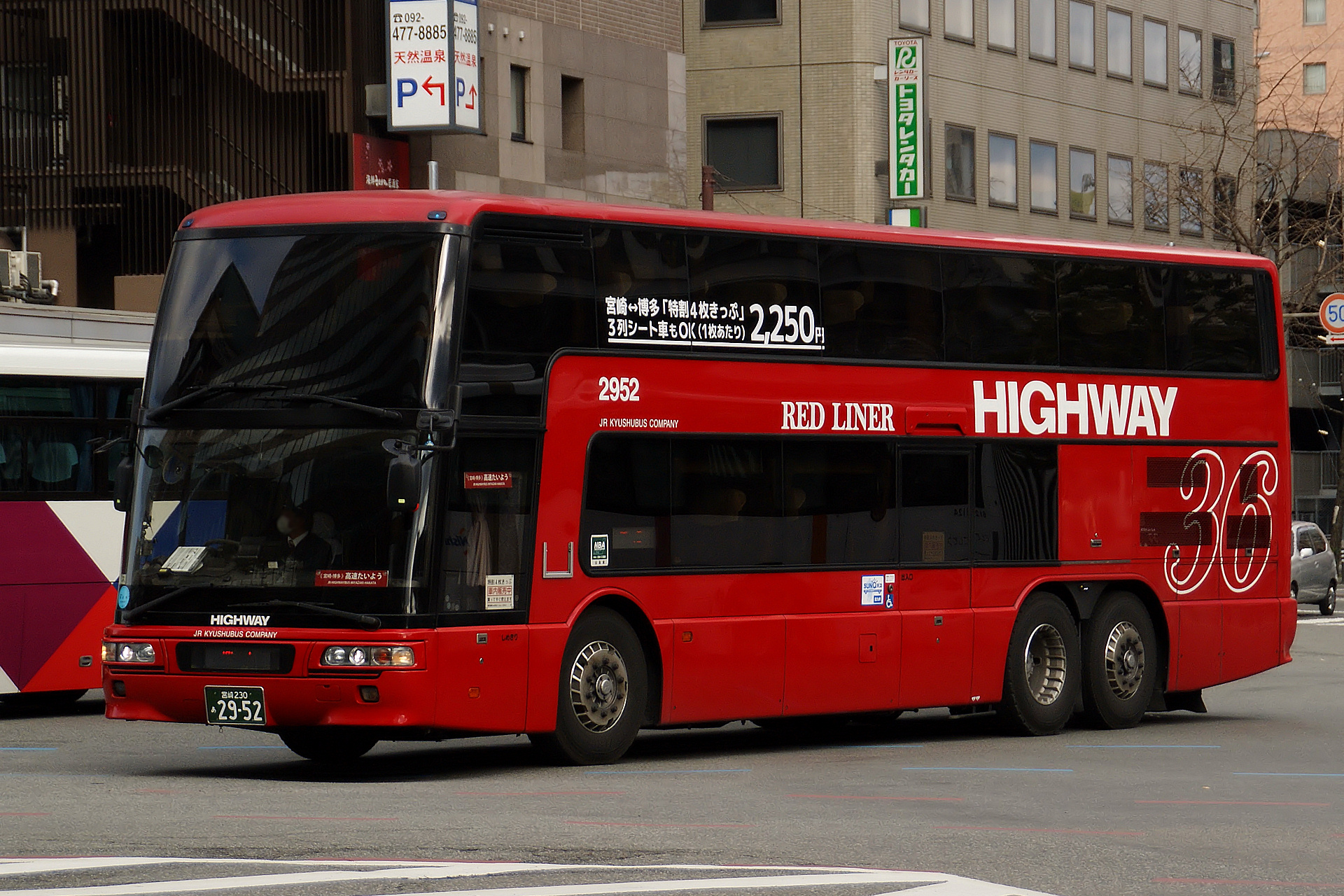
ジェイアール九州バス 全席3列シート仕様車
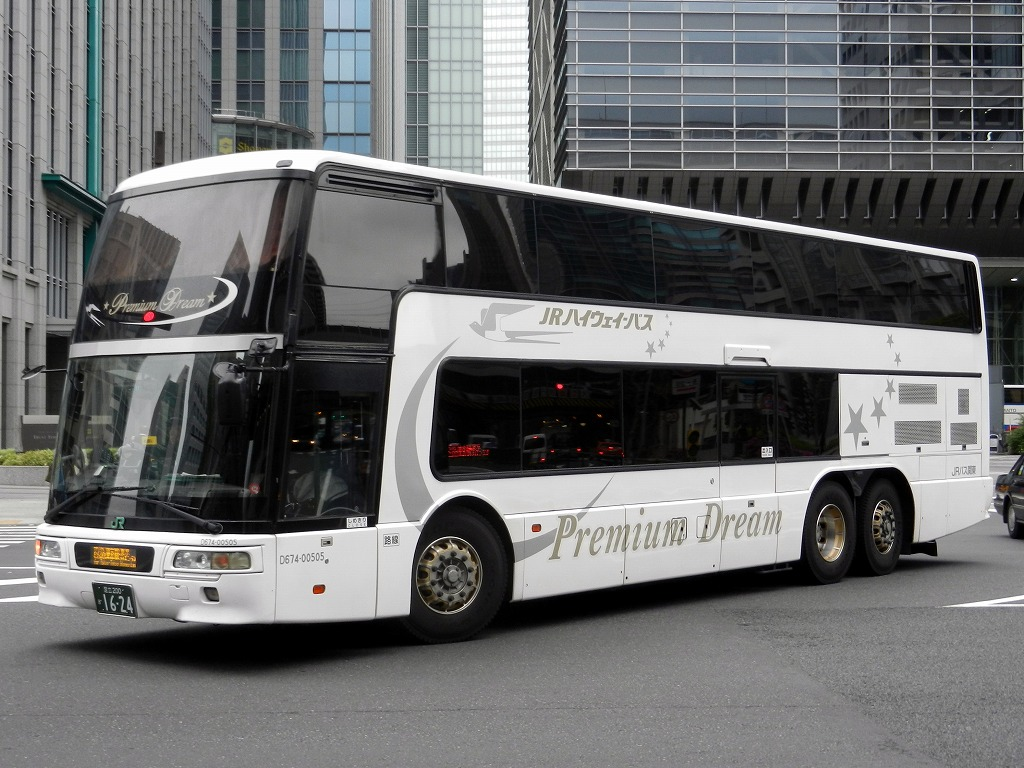
ジェイアールバス関東 プレミアムシート車（室内改造車）
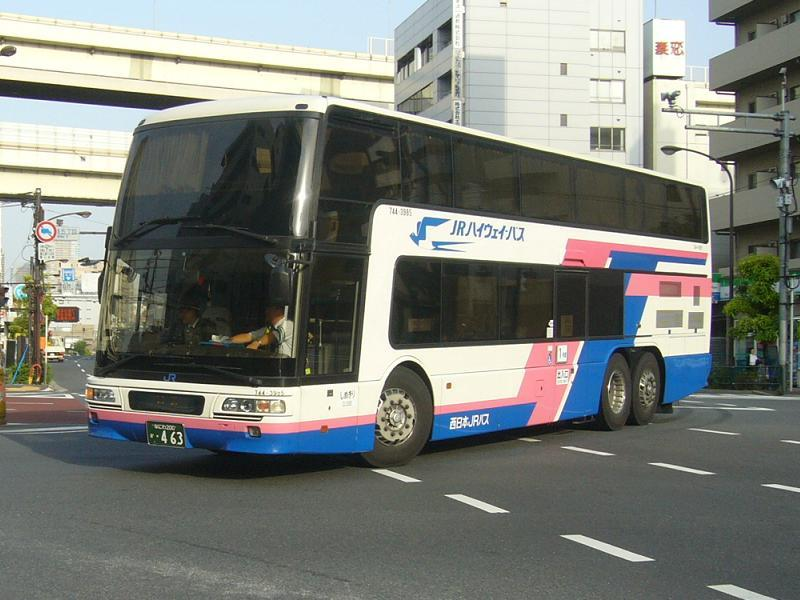
西日本ジェイアールバス 全席4列シート仕様車
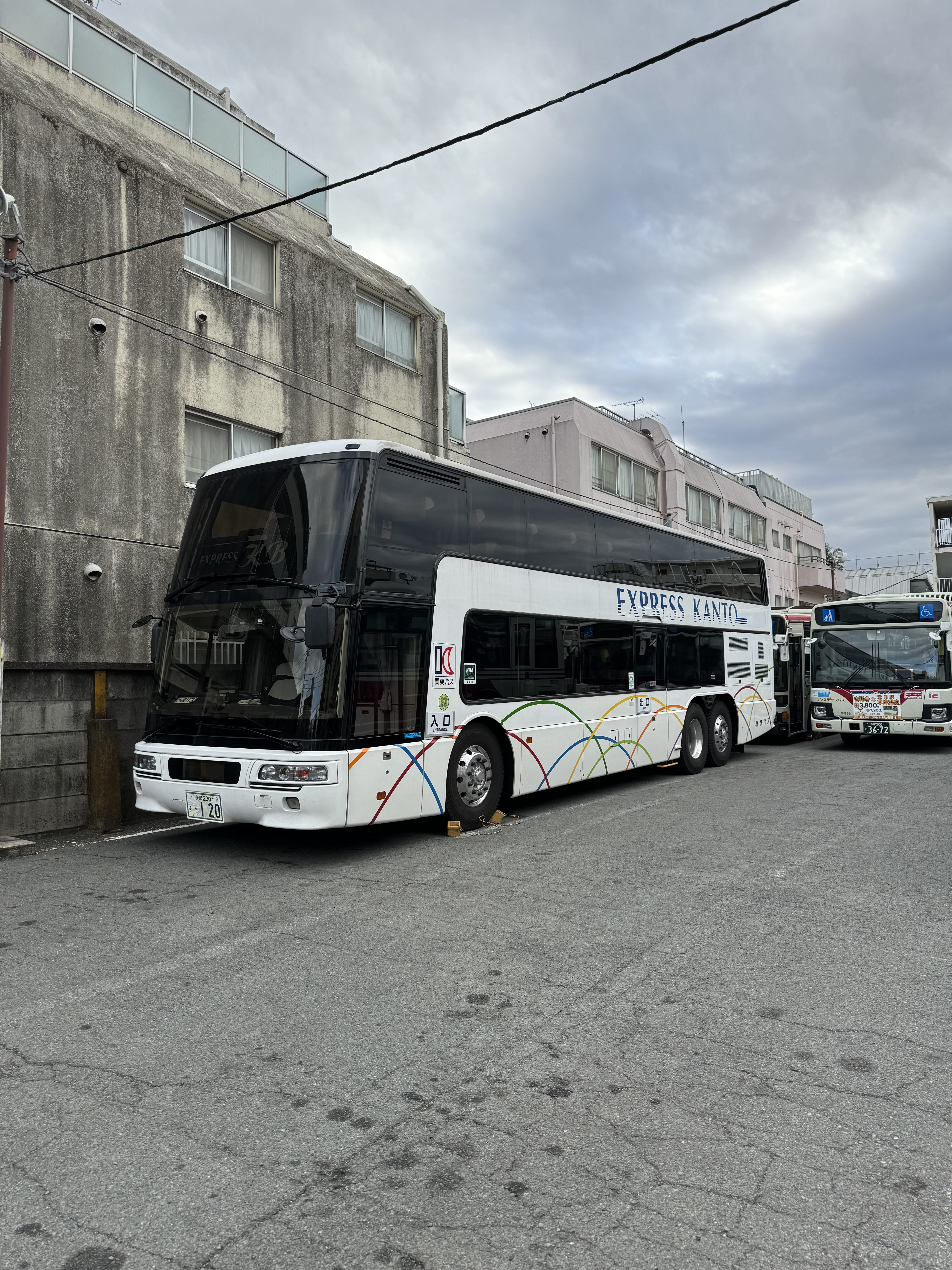
関東バス エアロキング 120号車(2025年廃車)
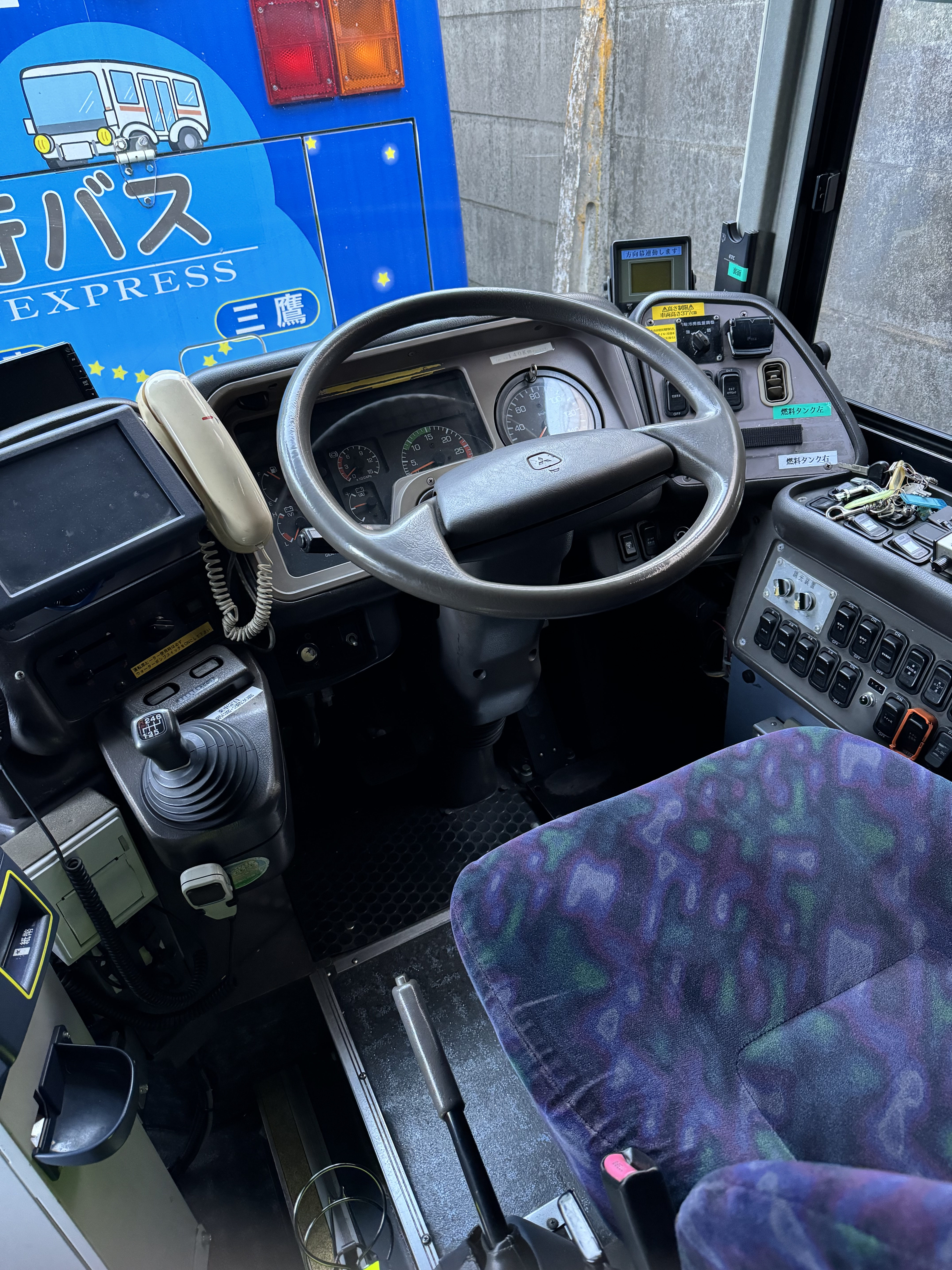
運転席

### BKG-MU66JS

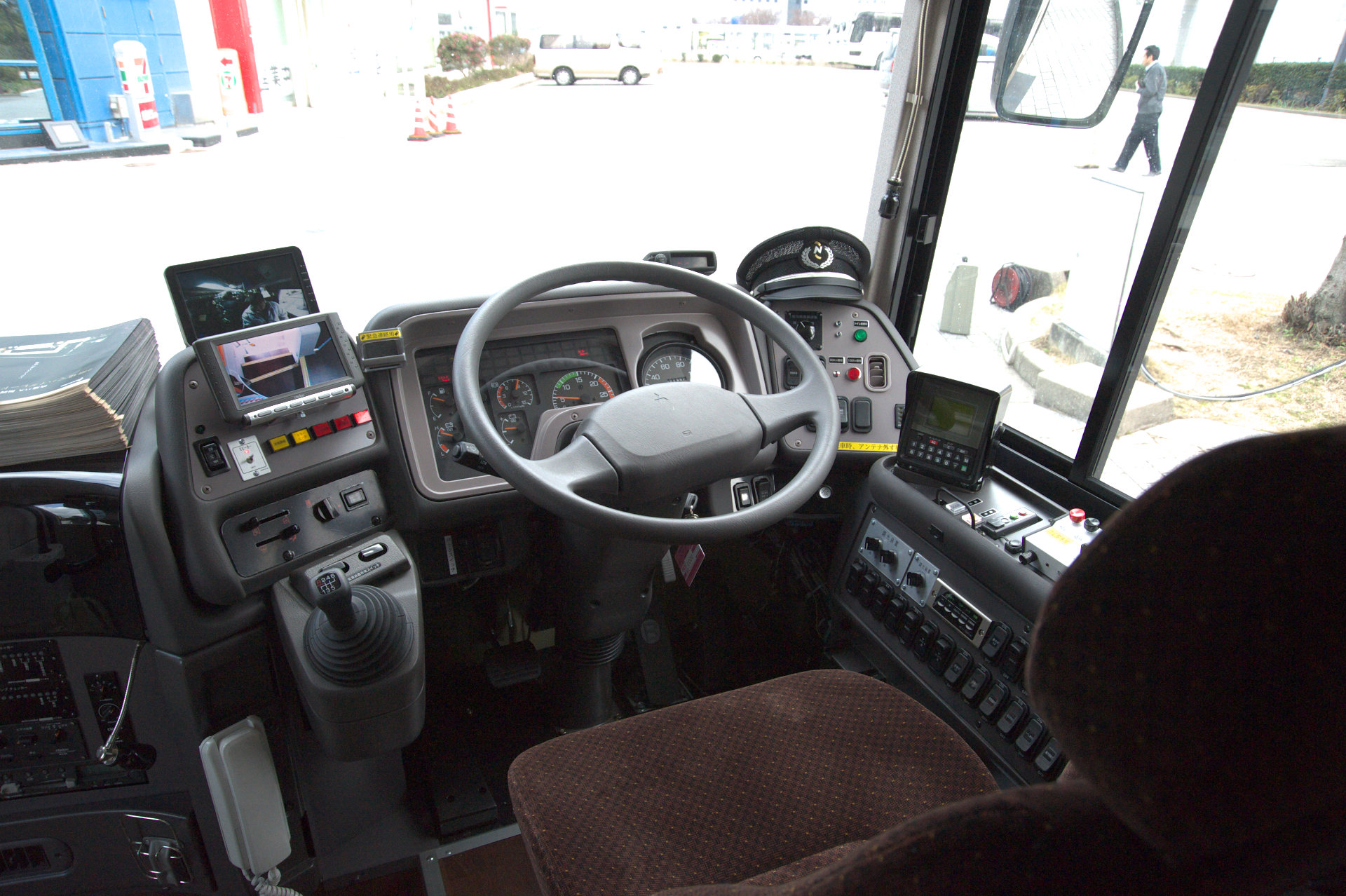
エアロキングの運転席 (BKG-MU66JS) 西日本鉄道

新長期規制に適合させたモデルで、2007年度に型式認定を取得、2008年4月2日に3年ぶりに発売された。今回の型式から「ハイウェイライナー」が示すように、あくまでも都市間高速路線への運用に特化されたモデルとなった。搭載されるエンジンはエアロエース・3代目エアロクィーンと同様に直列6気筒ターボの6M70型エンジン。排気ガス後処理装置として尿素SCRシステムを搭載。エンジンが従来のV型8気筒から直列6気筒に変更されたため、同社のエアロクィーンI・エアロクィーンII・エアロバスが2005年のマイナーチェンジ時にエンジンがV型8気筒から直列6気筒に変更された時と同じく、ホイールベースを150mm短縮するかわりにリアオーバーハングを150mmを延長してエンジン搭載スペースを確保している。外観はフロントは2代目エアロバスに準じたデザインのままだが、灯火器基準の適合に合わせ、側面に反射器材が装着され、テールランプがリアのバンパーに移動している。ちなみに2007年から2010年まで日産ディーゼル（現：UDトラックス）との業務提携・バス事業の相互OEM供給が行われていたが、エアロキングについては日産ディーゼルにはOEM供給されなかった。
2010年6月8日、同年8月末でエアロキングの生産・販売を中止にする方針が明らかにされた。ポスト新長期規制に対応するにはコスト面から困難であると判断されたことが理由とされた。
2010年8月末、生産終了。これにより、国産の2階建バスの製造が終了し、1992年の2代目エアロバス/エアロクイーン登場時より続いたフロントマスクも完全に廃止された。本車の生産終了後、日本国内で新車購入可能な2階建バスは2016年にバンホール・アストロメガが発売されるまで存在しなかった。

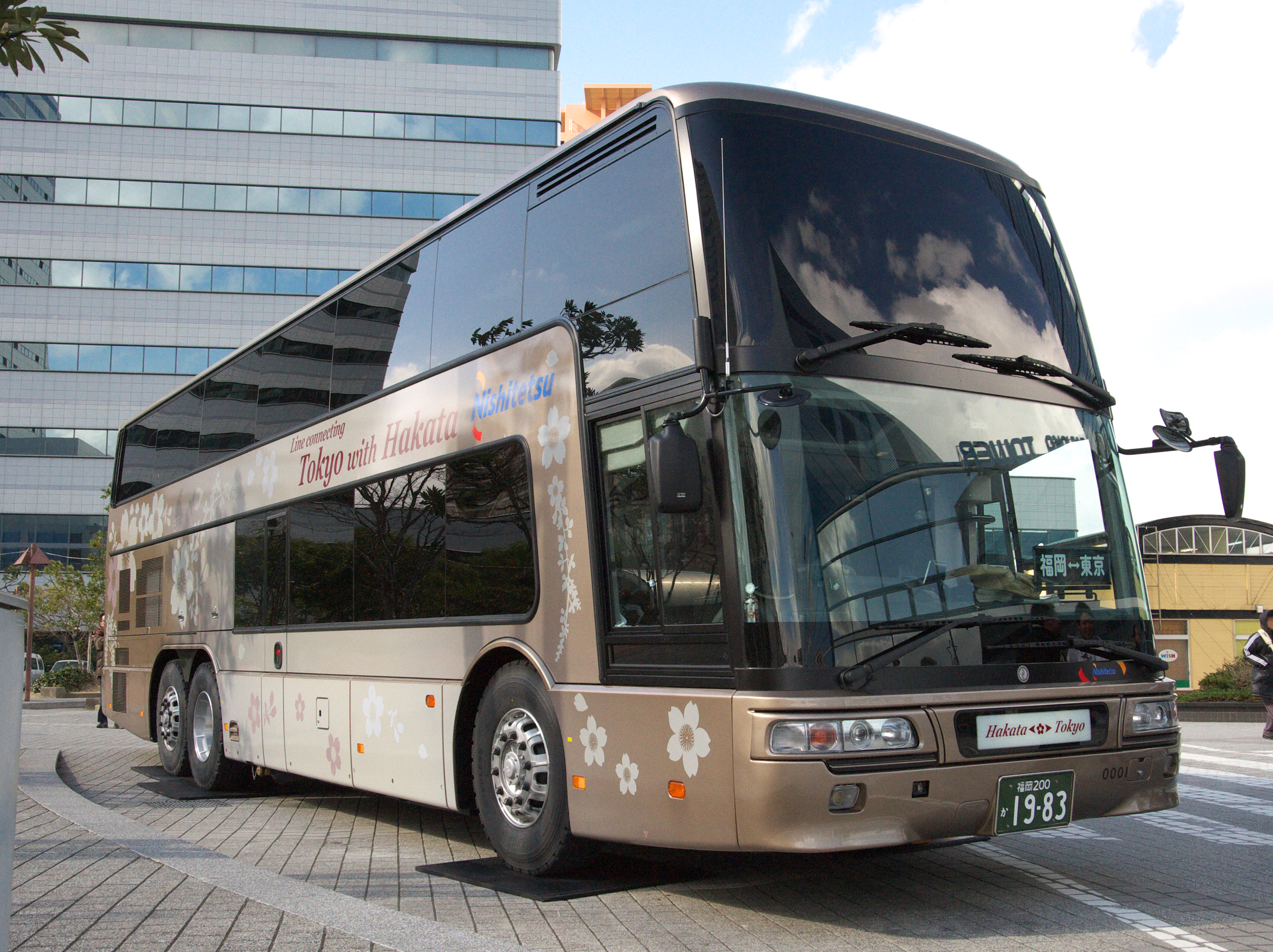
西日本鉄道 3クラスシート仕様車
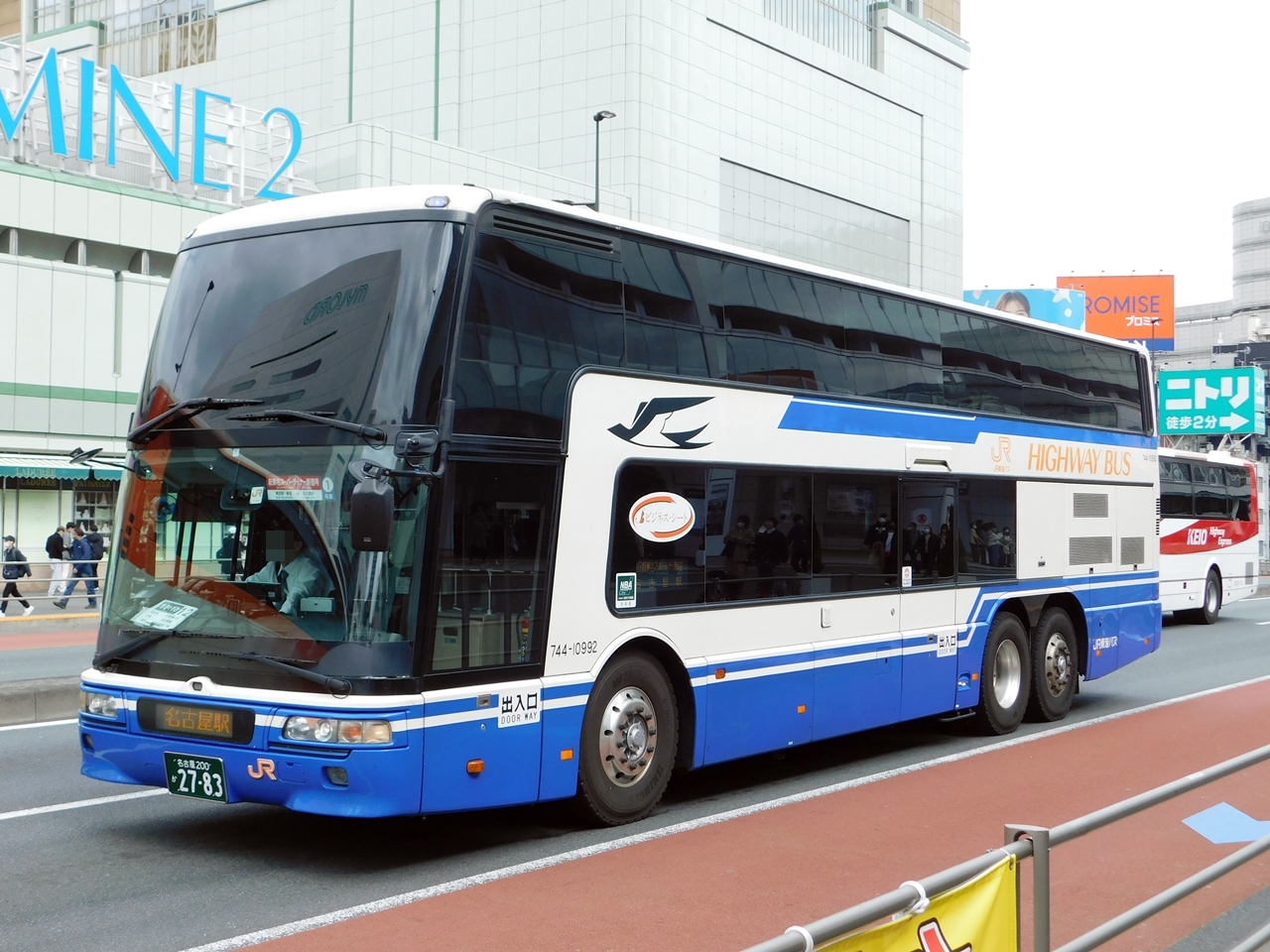
ジェイアール東海バス 2クラスシート仕様車
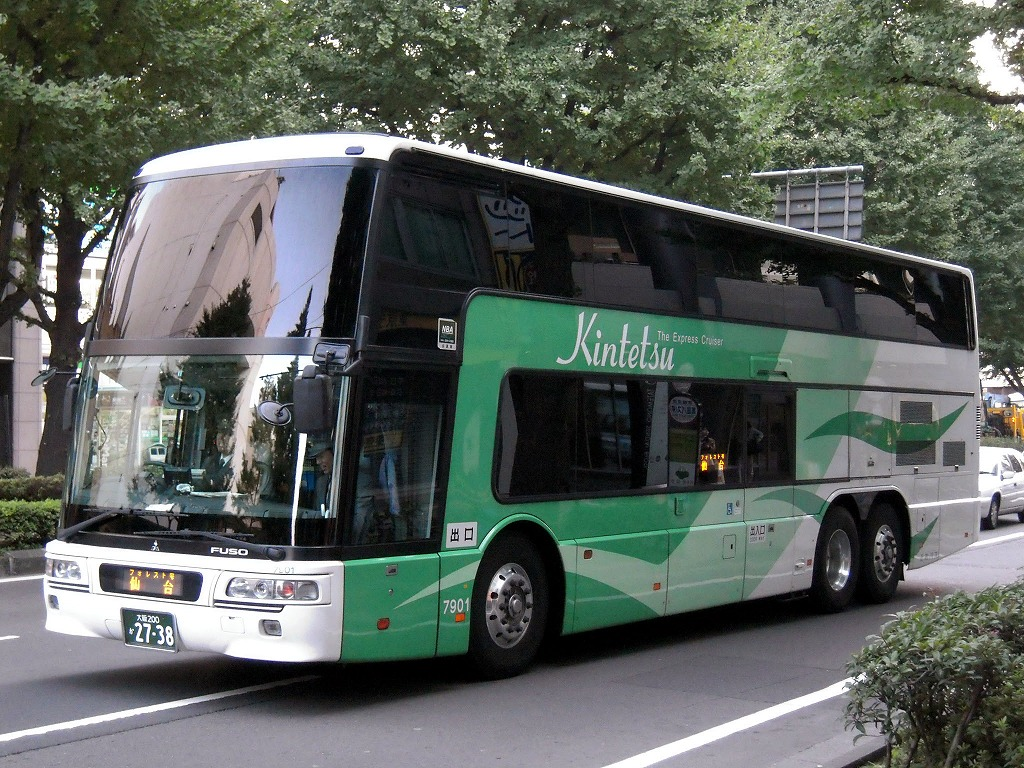
近鉄バス 3列シート仕様車
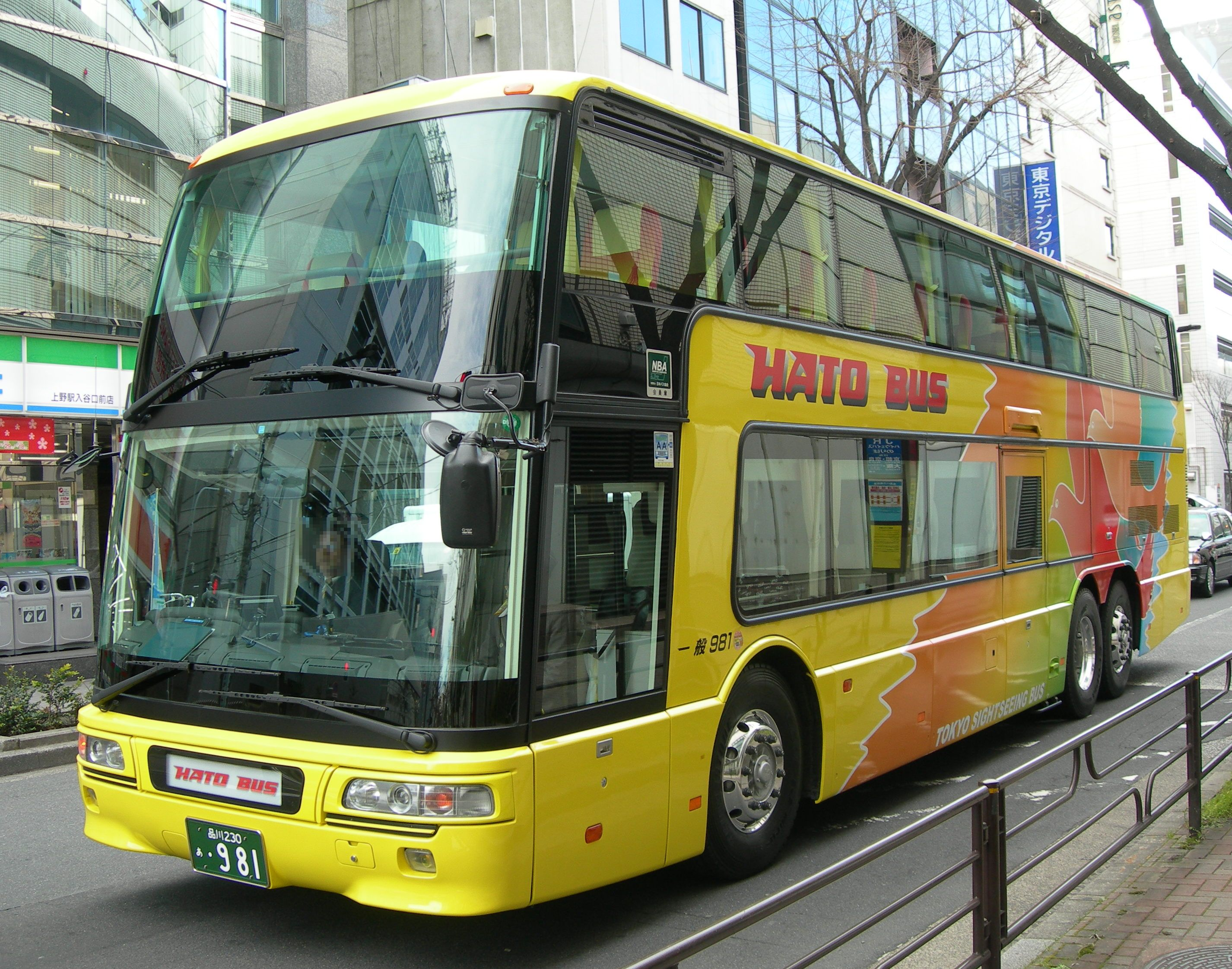
はとバス 2+2列仕様車